# Nicolai Gedda
Harry Gustaf Nikolaj Gädda, más conocido como Nicolai Gedda (Estocolmo, 11 de julio de 1925-Suiza, 8 de enero de 2017), fue un famoso tenor sueco, y uno de los cantantes de ópera más importantes del siglo XX. 
Intérprete completo, políglota, con una admirable capacidad de adaptación a distintos estilos, cantó desde joven un amplio repertorio que seguiría aumentando hasta ser de los más extensos —y grabados— del siglo XX. Ha realizado más de doscientas grabaciones, lo que le otorga el sitio del tenor más registrado de la historia en grabaciones de estudio. Frecuentó, además de la ópera, el Lied, la opereta y el oratorio. 
La asombrosa versatilidad estilística de Gedda es famosa por la belleza de su tono, el control vocal, y la percepción musical.

## Biografía
Gädda, quien más tarde cambió la ortografía de su apellido a Gedda, nació fuera del matrimonio en Estocolmo de madre sueca y padre medio ruso. Fue criado por su tía Olga Gädda y su padre adoptivo Michail Ustinov (un pariente lejano de Peter Ustinov), quien cantaba el bajo en el Coro de Cosacos del Don de Serge Jaroff y era cantor en una iglesia ortodoxa rusa. Gedda creció bilingüe en sueco y ruso, y de 1929 a 1934, cuando su familia vivía en Leipzig, Alemania, aprendió alemán. A la edad de 5 años, Gedda participó en un cuarteto vocal en la iglesia ortodoxa de la ciudad.  Regresaron a Suecia en 1934, y el niño asistió a la Escuela Secundaria Katarina y a la Escuela Secundaria Södra.  En la escuela aprendió inglés, francés y latín, aprendiendo italiano por su cuenta después de dejar la escuela.
Se mostró como un niño con interés en la música, siguiendo al padre adoptivo, quien cantaba como bajo en el Coro de los Cosacos del Don de Serge Jaroff y luego como cantor de salmos en las iglesias ortodoxas de Leipzig y Estocolmo.
Después de haberse iniciado en la actividad bancaria, se dedicó al estudio del canto debido a que un cliente rico lo escuchó cantar, y lo impulsó a convertirse en artista profesional, ofreciéndose a pagarle lecciones de canto con el heldentenor (tenor heroico) de los años veinte Martin Öhman. Además se inscribió en el Real Conservatorio de Estocolmo, donde se graduó en canto, y además en inglés, alemán, francés e italiano.

## Trayectoria
Gedda debutó en la Ópera Real Sueca de Estocolmo como parte del cuarteto vocal en el estreno de Der rote Stiefel de Sutermeister en noviembre de 1951. En 1952, con 26 años, después de haber sido elegido por el director de EMI Walter Legge para interpretar Dmitri en una edición discográfica de Borís Godunov, Gedda debutó en el Kungliga Teatern, interpretando el papel de Chapelou de la obra Le Postillon de Lonjumeau, de Adolphe Adam.
En el mismo año cantó el papel principal en Los cuentos de Hoffmann y el "Tenor italiano" en El caballero de la rosa.
En 1953, obtuvo una audiencia con Herbert von Karajan quien, impactado por el talento vocal del  joven tenor, lo hizo debutar en La Scala como Don Ottavio en Don Giovanni. 
En 1954, actuó por primera vez en la Ópera Garnier de París como tenor de la ópera Oberón de Carl Maria von Weber. También en 1954, debutó en la Royal Opera House como Duque de Mantua en la ópera Rigoletto de Verdi. En el máximo coliseo inglés va a volver a cantar, entre otras obras, La traviata, Un baile de máscaras, El elixir de amor, Eugenio Oneguin. En 1957, Gedda debutó en la Ópera del Metropolitan con la ópera de Charles Gounod Faust. En esa casa, cantó hasta 1983 en 367 actuaciones. Finalmente en 1970, se produjo su demorado debut en el Teatro Colón (Buenos Aires) junto a Beverly Sills en Manon.
Además de abordar exitosamente el género operístico, se ha dedicado fructíferamente al concierto, transitando las cancionísticas escandinava, rusa, francesa y alemana, obras también documentadas en registros discográficos.
Siendo un cantante con una larguísima carrera profesional que se extendió por más de cincuenta años, Nicolai Gedda se retiró de los escenarios en 2003 después de haber participado, en mayo de 2001, en una grabación de Turandot de Puccini como el Emperador Altoum, y en junio de 2003 como el presbítero en el Idomeneo de Mozart.
Gedda escribió dos libros autobiográficos, siendo el más conocido el publicado en 1999 con el título Nicolai Gedda: my life and art.

## Vocalidad y personalidad interpretativa
Dotado con una voz extensa y penetrante, y sin embargo mórbida y dúctil, Gedda ha mostrado una impresionante preparación técnica. Es indudablemente uno de los intérpretes de ópera más apreciados del siglo XX. Su registro lírico-ligero de sus orígenes, se acercó al de lírico con los años, sin perder su timbre líquido y excepcionalmente puro. Su registro agudo alcanzaba con rara facilidad el re sobreagudo con voz plena y timbrada. En el centro su colorido era un poco mate, pero su técnica de emisión excepcional le permitía enriquecer su timbre desde la zona de paso por medio de la llamada "voix mixte", dominando así una gama de colores y dinámicas extensisíma con independencia de la tesitura: podía emitir incluso un do sobreagudo pianíssimo con nítida voz "de cabeza". En este aspecto siguió menos los pasos de Beniamino Gigli que los de Carl Martin Öhmann, un tenor heroico capaz de insólitas elegancias. De él heredó la técnica clásica. La fluidez y el legato de su canto eran soberbios, lo que se notaba claramente cuando cantaba Mozart.
Desarrolló con impresionante calidad interpretativa gran parte del repertorio lírico y lírico ligero italiano, francés y mozartiano, afrontando ocasionalmente algún rol lírico-spinto. Gracias a su excepcional dominio de los idiomas, Gedda mantuvo durante su extensa carrera uno de los más vastos repertorios de la historia del canto lírico.

## Discografía selecta

### Operas completas
| Año  | Título                        | Rol                                                 | Cast                                                          | Director                    | Sello               |
| ---- | ----------------------------- | --------------------------------------------------- | ------------------------------------------------------------- | --------------------------- | ------------------- |
| 1953 | Faust                         | Faust                                               | Nicolai Gedda, Boris Christoff, Victoria de los Ángeles       | André Cluytens              | EMI                 |
| 1954 | Il turco in Italia            | Narciso                                             | Maria Callas, Nicola Rossi-Lemeni, Nicolai Gedda              | Gianandrea Gavazzeni        | EMI                 |
| 1955 | Madama Butterfly              | F. B. Pinkerton                                     | Maria Callas, Nicolai Gedda, Lucia Danieli                    | Herbert von Karajan         | EMI                 |
|      | Die Fledermaus                | Eisenstein                                          | Nicolai Gedda, Elisabeth Schwarzkopf, Rita Streich            | Herbert von Karajan         | EMI                 |
| 1956 | Der Rosenkavalier             | Tenore italiano                                     | Elisabeth Schwarzkopf, Christa Ludwig, Nicolai Gedda          | Herbert von Karajan         | EMI                 |
| 1957 | Orfeo ed Euridice             | Orfeo                                               | Nicolai Gedda, Janine Micheau, Liliane Berton                 | Louis de Fremont            | Deutsche Grammophon |
| 1958 | Vanessa                       | Anatol                                              | Eleanor Steber, Regina Resnik, Nicolai Gedda, Giorgio Tozzi   | Dimitri Mitropoulos         | RCA                 |
| 1959 | Carmen                        | Don José                                            | Victoria de los Ángeles, Nicolai Gedda, Janine Micheau        | Thomas Beecham              | EMI                 |
| 1964 | Carmen                        | Don José                                            | Maria Callas, Nicolai Gedda, Andrea Guiot                     | Georges Prêtre              | EMI                 |
|      | La bohème                     | Rodolfo                                             | Mirella Freni, Nicolai Gedda, Mario Sereni                    | Thomas Schippers            | EMI                 |
|      | Les contes d'Hoffmann         | Hoffmann                                            | Nicolai Gedda, Victoria de los Ángeles, Elisabeth Schwarzkopf | André Cluytens              | EMI                 |
|      | Die Zauberflote               | Tamino                                              | Nicolai Gedda, Gundula Janowitz, Lucia Popp, Gottlob Frick    | Otto Klemperer              | EMI                 |
| 1966 | Die Entführung aus dem Serail | Belmonte                                            | Lucia Popp, Nicolai Gedda, Gottlob Frick                      | Josef Krips                 | EMI                 |
| 1967 | L'elisir d'amore              | Nemorino                                            | Nicolai Gedda, Mirella Freni, Mario Sereni                    | Francesco Molinari-Pradelli | EMI                 |
|      | Una notte a Venezia           | Guido                                               | Nicolai Gedda, Christian Oppelberg, Franz Weiss               | Otto Ackermann              | EMI                 |
|      | Rigoletto                     | Duca di Mantova                                     | Cornell MacNeil, Nicolai Gedda, Reri Grist                    | Francesco Molinari-Pradelli | EMI                 |
| 1968 | Werther                       | Nicolai Gedda, Victoria de los Ángeles, Mady Mesplé | Georges Prêtre                                                | EMI                         |                     |
| 1970 | Manon                         | Des Grieux                                          | Beverly Sills, Nicolai Gedda, Gabriel Bacquier                | Julius Rudel                | EMI                 |
| 1971 | La traviata                   | Alfredo Germont                                     | Beverly Sills, Nicolai Gedda, Rolando Panerai                 | Aldo Ceccato                | EMI                 |
|      | Idomeneo                      | Idomeneo                                            | Nicolai Gedda, Edda Moser, Adolf Dallapozza                   | Hans Schmitd Isserestedt    | EMI                 |
|      | Pelleas et Mélisande          | Pelleas                                             | Nicolai Gedda, Helen Donath, Dietrich Fischer-Dieskau         | Rafael Kubelik              | Orfeo               |
| 1973 | Guillaume Tell                | Arnold                                              | Gabriel Bacquier, Montserrat Caballé, Nicolai Gedda           | Lamberto Gardelli           | EMI                 |
|      | I puritani                    | Arturo                                              | Beverly Sills, Nicolai Gedda, Paul Plishka                    | Julius Rudel                | EMI                 |
| 1974 | Così fan tutte                | Ferrando                                            | Janet Baker, Montserrat Caballé, Nicolai Gedda                | Colin Davis                 | Philips Records     |
| 1975 | Il barbiere di Siviglia       | Almaviva                                            | Beverly Sills, Sherrill Milnes, Nicolai Gedda                 | James Levine                | EMI                 |
|      | I Capuleti e i Montecchi      | Tebaldo                                             | Beverly Sills, Janet Baker, Nicolai Gedda                     | Giuseppe Patanè             | EMI                 |
| 1976 | Thaïs                         | Nicias                                              | Beverly Sills, Sherrill Milnes, Nicolai Gedda                 | Julius Rudel                | EMI                 |
| 1977 | Louise                        | Julien                                              | Beverly Sills, Nicolai Gedda, José van Dam                    | Julius Rudel                | EMI                 |
| 1978 | Cendrillon                    | Principe azzurro                                    | Frederica von Stade, Nicolai Gedda, Jane Berbié               | Julius Rudel                | RCA                 |
| 1983 | Padmâvatî                     | Ratan-Sen                                           | Marilyn Horne, Nicolai Gedda, José van Dam                    | Michel Plasson              | EMI                 |
|      | Ciboulette                    | Antonin                                             | Mady Mesplé, Nicolai Gedda, José van Dam                      | Cyril Diederich             | EMI                 |
| 1989 | Candide                       | Governatore                                         | Jerry Hadley, June Anderson, Nicolai Gedda                    | Leonard Bernstein           | Deutsche Grammophon |
| 2003 | Idomeneo                      | Gran sacerdote                                      | Bruce Ford, Rebecca Evans, Nicolai Gedda                      | David Parry                 | Chandos             |

- Adam, Der Postillon von Lonjumeau (Electrola Querschnitte) - Nicolai Gedda/Franz Crass/Fritz Lehan/Ruth-Margret Putz, EMI
- Bach, St. Matthew Passion - Christa Ludwig/Dietrich Fischer-Dieskau/Elisabeth Schwarzkopf/Nicolai Gedda/Otto Klemperer/Peter Pears/Philharmonia Choir & Chorus/Walter Berry, 1962 EMI Great Recordings of the Century
- Bach, Mass in B Minor, BWV 232 - Agnes Giebel/Dame Janet Baker/Franz Crass/Hermann Prey/New Philharmonia Orchestra/Nicolai Gedda/Otto Klemperer, 1968 EMI Great Recordings of the Century
- Der heitere Beethoven - Anneliese Rothenberger/Nicolai Gedda, EMI
- Berlioz, La Damnation de Faust - Josephine Veasey/Jules Bastin/London Symphony Chorus/London Symphony Orchestra/Nicolai Gedda/Sir Colin Davis, 1973 Philips
- Elgar: The Music Makers, The Dream of Gerontius - Helen Watts/John Alldis Choir/London Philharmonic Choir/New Philharmonia Orchestra/Nicolai Gedda/Robert Lloyd/Sir Adrian Boult, 1986 EMI
- Flotow, Martha - Anneliese Rothenberger/Bayerisches Staatsorchester/Chor der Bayerischen Staatsoper München/Brigitte Fassbaender/Nicolai Gedda/Robert Heger/Hermann Prey, 1969 EMI
- Gluck, Der betrogene Kadi - Otmar Suitner/Walter Berry/Helen Donath/Nicolai Gedda/Anneliese Rothenberger/Klaus Hirte/Regina Marheineke, EMI
- Kálmán, Gräfin Mariza - Nicolai Gedda/Kurt Böhme/Willi Brokmeier/Chor der Bayerischen Staatsoper München/Willy Mattes/Olivera Miljakovic/Edda Moser/Anneliese Rothenberger/Symphonie-Orchester Graunke, 1972 EMI
- Kalman, Die Csárdásfürstin - Anneliese Rothenberger/Nicolai Gedda/Willy Mattes, 1971 EMI
- Kienzl, Der Evangelimann (Electrola-Querschnitt) - Nicolai Gedda/Marga Höffgen/Anneliese Rothenberger, EMI
- Korngold, Das Wunder der Heliane - Anna Tomowa-Sintow/Hartmut Welker/John David de Haan/Reinhild Runkel/René Pape/Nicolai Gedda/Rundfunkchor Berlin/Radio-Symphonie-Orchester Berlin/John Mauceri, 1996 Decca
- Lehar, Der Zarewitsch - Balalaika-Ensemble Tscaika/Harry Friedauer/Nicolai Gedda/Rita Streich/Symphonie-Orcehster Graunke/Ursula Reichart/Willy Mattes, 1988 EMI
- Lehár: Die lustige Witwe, Schön ist die Welt - Anneliese Rothenberger/Nicolai Gedda/Renate Holm, Warner
- Lehár: Zigeunerliebe, Giuditta, Der Zarewitsch - Fritz Wunderlich/Nicolai Gedda/Melitta Muszely/Anneliese Rothenberger, Warner
- Lehar, Das Land des Lächelns - Anneliese Rothenberger/Chor des Bayerischen Rundfunks/Harry Friedauer/Nicolai Gedda/Renate Holm/Willy Mattes/Symphonie-Orchester Graunke, 1967 EMI
- Lehár: Der Graf von Luxemburg - Graunke Symphony Orchestra/Bavarian State Opera chorus/Willy Mattes/Nicolai Gedda (René)/Lucia Popp (Angèle)/Renate Holm (Juliette)/Willi Brokmeier (Armand)/Kurt Böhme (Prince Basil)/Gisela Litz (Countess Kokozow), 1968 EMI
- Lehàr: Giuditta - Edda Moser/Nicolai Gedda/Willi Boskovsky, 1985 EMI
- Lortzing, Die Opernprobe - Otmar Suitner/Walter Berry/Nicolai Gedda/Klaus Hirte, EMI
- Lortzing, Undine - Anneliese Rothenberger/Gottlob Frick/Nicolai Gedda/Robert Heger/Hermann Prey/Ruth-Margret Putz/Radio-Symphonie-Orchester Berlin/RIAS-Kammerchor/Peter Schreier, 1967 EMI
- Mozart: Der Schauspieldirektor, Bastien Und Bastienne, Les Petits Riens & Ouvertüren - Bayerisches Staatsorchester/Nicolai Gedda/Sir Peter Ustinov, EMI
- Schubert, Die Zwillingsbrüder - Wolfgang Sawallisch/Helen Donath/Dietrich Fischer-Dieskau/Nicolai Gedda/Kurt Moll, EMI
- Schumann, Lieder - Edda Moser/Nicolai Gedda, EMI
- Schumann, Die Großen Chorwerke / The Great Choral Works - Henryk Czyz/Brigitte Fassbaender/Dietrich Fischer-Dieskau/Nicolai Gedda/Edda Moser/Heinz Wallberg, EMI
- Shostakovich, Lady Macbeth of Mtsensk - Dimiter Petkov/Galina Vishnevskaya/London Philharmonic Orchestra/Mstislav Rostropovich/Nicolai Gedda, 1979 EMI Great Recordings of the Century
- Strauss II, Der Zigeunerbaron - Elisabeth Schwarzkopf/Nicolai Gedda/Otto Ackermann/Philharmonia Orchestra, 1958 EMI References
- Strauss R., Capriccio - Anna Moffo/Dietrich Fischer-Dieskau/Elisabeth Schwarzkopf/Nicolai Gedda/Philharmonia Orchestra/Wolfgang Sawallisch, EMI Great Composers of the Century
- Strauss: Vier letzte Lieder (Four Last Songs), Daphne: Closing Scene, 12 Lieder - Lucia Popp/Henryk Czyz/Brigitte Fassbaender/Dietrich Fischer-Dieskau/Nicolai Gedda/Edda Moser/Klaus Tennstedt/Heinz Wallberg, EMI
- Verdi, Requiem - Quattro Pezzi Sacri (Four Sacred Pieces) - Carlo Maria Giulini/Christa Ludwig/Dame Janet Baker/Elisabeth Schwarzkopf/Nicolai Gedda/Nicolai Ghiaurov/Philharmonia Chorus/Philharmonia Orchestra, 1986 EMI Great Recordings of the Century
- Bernstein, Candide - Hadley/Anderson/D. Jones/Ludwig/Gedda/Green/Ollmann/Treleaven/London Symphony Chorus/London Symphony Orchestra/Leonard Bernstein, 1991 DG - Grammy Award al mejor álbum di música clásica 1992
- Weber, Abu Hassan - Wolfgang Sawallisch/Nicolai Gedda/Kurt Moll/Edda Moser, EMI

### Recital
- Opera Heroes: Nicolai Gedda - 1997 EMI
- Great Moments of Nicolai Gedda - 2000 EMI
- The Very Best of Nicolai Gedda - 2003 EMI
- Icon: Nicolai Gedda - 2010 EMI
- Great Swedish Singers: Nicolai Gedda (1960-1976) - Nicolai Gedda/Swedish Radio Symphony Orchestra/Silvio Varviso/Jan Eyron/Elisabeth Soderstrom/Kim Borg/Jean Fournet/Stockholm Philharmonic Orchestra, Bluebell